# Johann Jacob von Königsegg-Rothenfels
Johann Jacob Reichsgraf von Königsegg-Rothenfels (* 14. August 1590; † 13. September 1664) war Domherr in Köln.
Johann Jacob von Königsegg-Rothenfels stammt aus dem alten schwäbischen Adelsgeschlecht Königsegg und war ein Sohn des Georg von Königsegg-Rothenfels und dessen Ehefrau Cunigunde von Waldburg. Bereits ab 1604 Domherr in Augsburg, wurde er im Jahr 1605, also bereits mit 15 Jahren, Domherr zu Köln. Seit 1606 zudem Domherr in Salzburg, studierte er von 1608 bis 1610 an der Universität Perugia. Von 1614 bis 1627 auch Kanoniker an St. Gereon (Köln), wählte ihn das Kölner Domkapitel 1635 zum Afterdechanten, worauf er jedoch 1663 resignierte.
Der Kölner Domherr und Stiftsdekan Berthold von Königsegg-Rothenfels war sein Bruder.